# Wittbach
Der Wittbach, auch Wittwichsbach genannt, ist ein knapp acht Kilometer langer rechter Zufluss des Mains im unterfränkischen Landkreis Main-Spessart im bayerischen Spessart.

## Name
Etymologisch setzt sich der Name aus der Endung -bach und dem althochdeutschen Personennamen *Wito zusammen.

## Geographie

### Verlauf

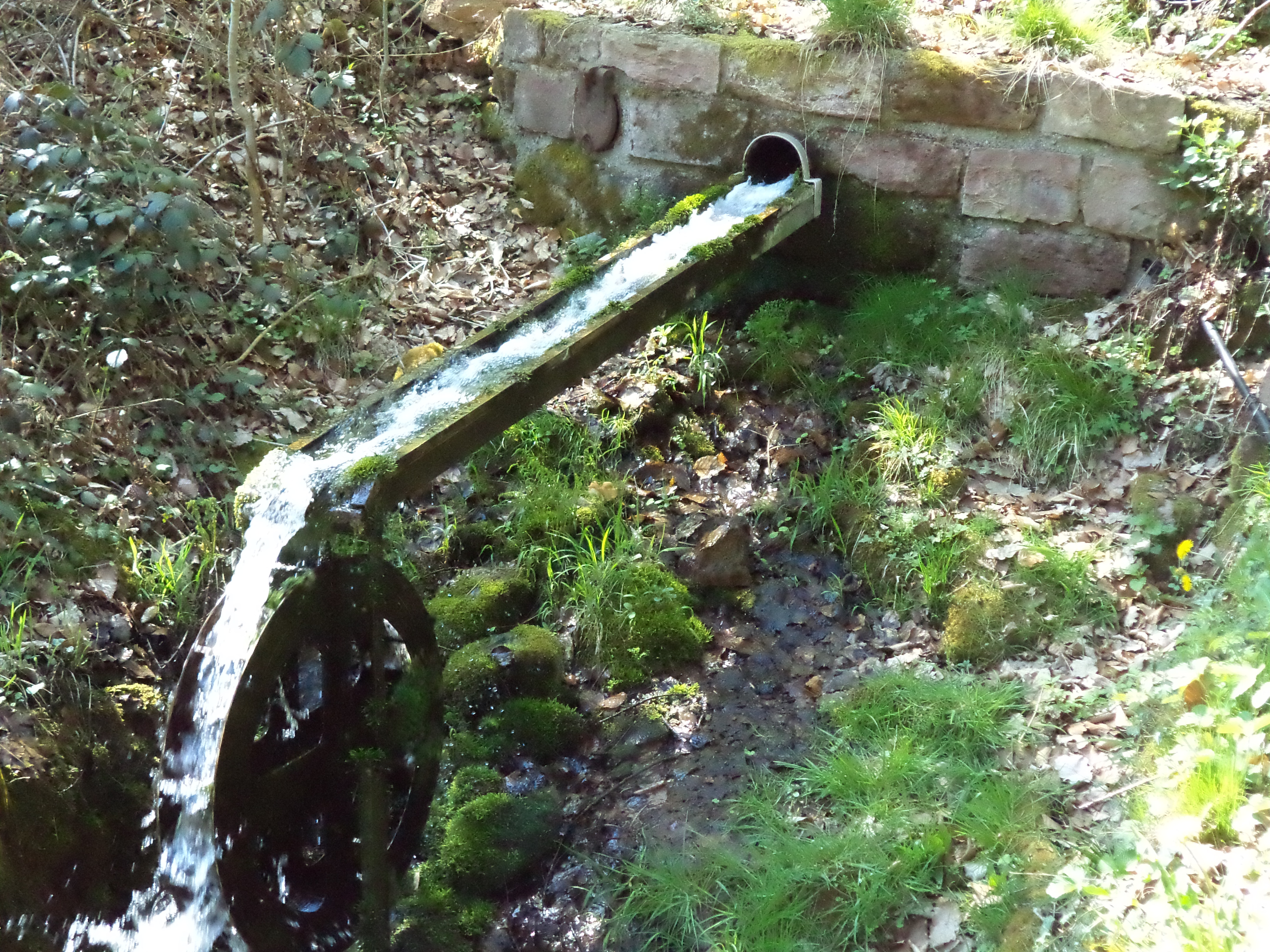
Die Speyersbergquelle

Der Wittbach entspringt südlich von Michelrieth auf freiem Feld auf einer Höhe von 333 m. Er verläuft zunächst in südöstliche Richtung durch den zu Marktheidenfeld gehörenden Ort Oberwittbach, knickt dann nach Südwesten ab und erreicht Unterwittbach, einen Ortsteil von Kreuzwertheim. Dort fließt der Wittbach parallel zur Staatsstraße 2315 in ein Waldgebiet und wird von der Speyersbergquelle an der Widderstube verstärkt. Der Wittbach durchquert für etwa 12 Meter die Gemarkung des Triefensteiner Ortsteils Trennfeld, bevor er auf dem Gemarkungsgebiet von Kreuzwertheim nach einem Bogen die Staatsstraße unterquert. Östlich von Kreuzwertheim mündet der Wittbach gegenüber vom zur Stadt Wertheim gehörenden Ort Eichel, am westlichen Ende der Mainschleife im Südosten des Mainvierecks, von rechts und Norden in den Main.

### Zuflüsse
- Riedgraben[5] (rechts), bei Unterwittbach, 1,7 km
- Sterzgraben[5] (rechts), südwestlich von Unterwittbach, 1,9 km

## Widderstube

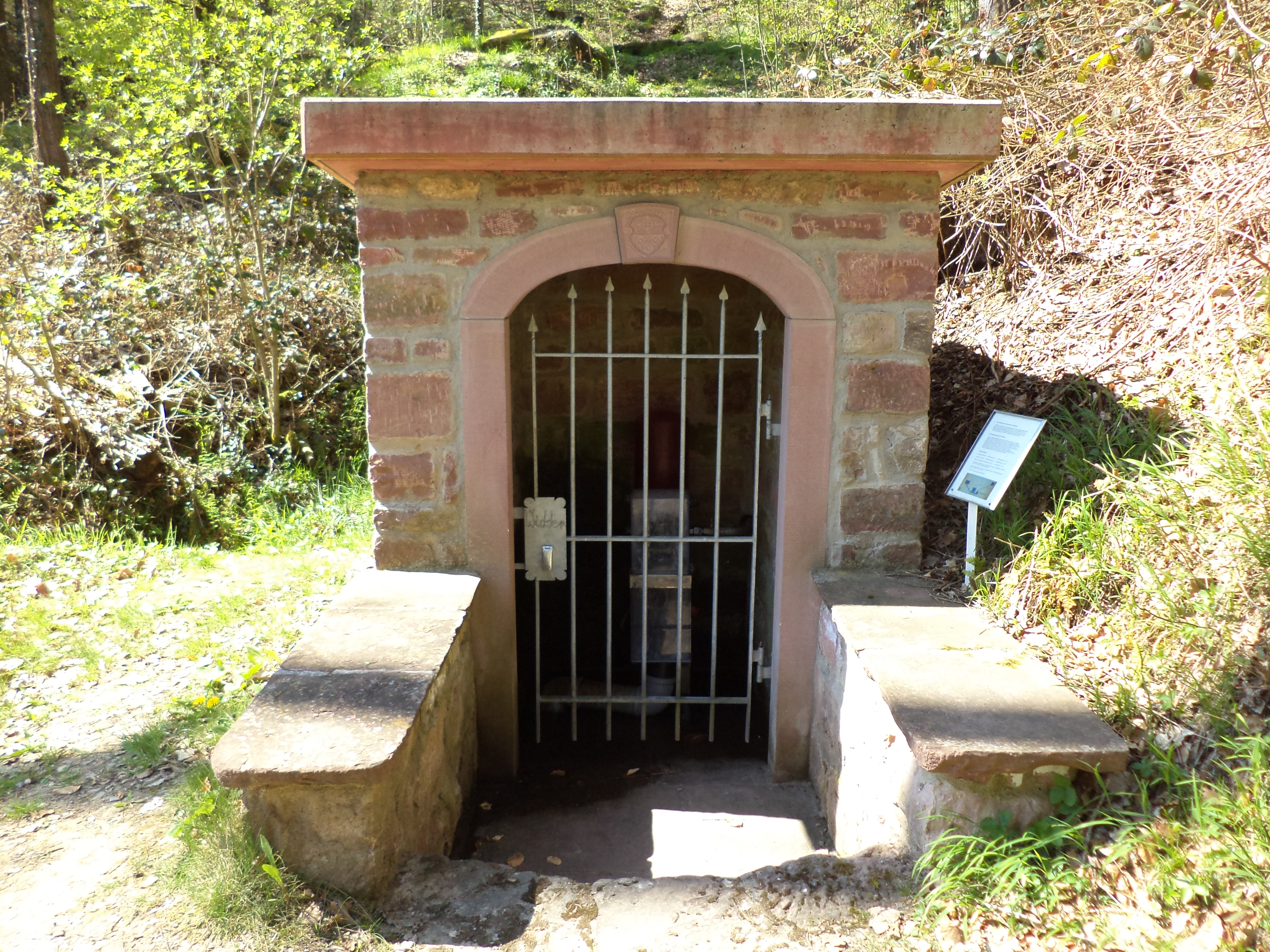
Die Widderstube

Die Widderstube ist ein kleines, oberirdisches Pumpwerk zwischen Unterwittbach und Kreuzwertheim, das mit Hilfe eines Stoßhebers, dem Widder, Wasser von der Speyersbergquelle zur Trinkwasserquelle Flurbrunnen ohne elektrische Energie befördert, nachdem diese von 1907 bis 1960 versiegte. Im Jahr 1909 kaufte Kreuzwertheim von Unterwittbach die Speyersbergquelle. Damit wurde die Wasserversorgung von Kreuzwertheim gesichert. Die 1,8 Kilometer langen Förderrohre wurden von ehrenamtlichen Helfern verlegt. Sie verlaufen etwa 25 Höhenmeter hoch auf einen Waldweg. Die Organisatoren besichtigten zuvor einen Widder in Vielbrunn und begannen die „Stube“ für ihn zu errichten. Heute hört und spürt man die Takte des Widders schon von weitem im Erdboden.